# Carskie Sioło

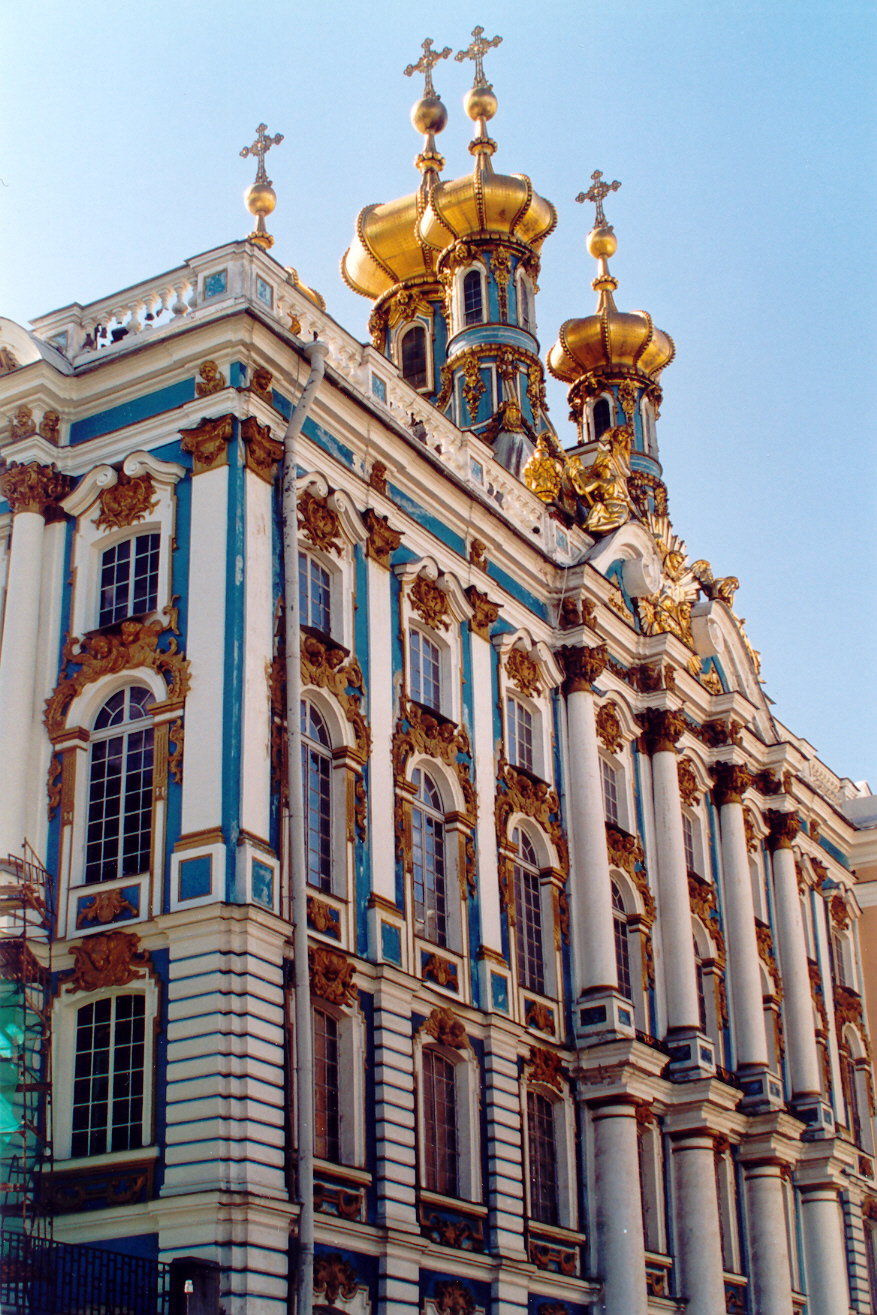
Pałac Katarzyny

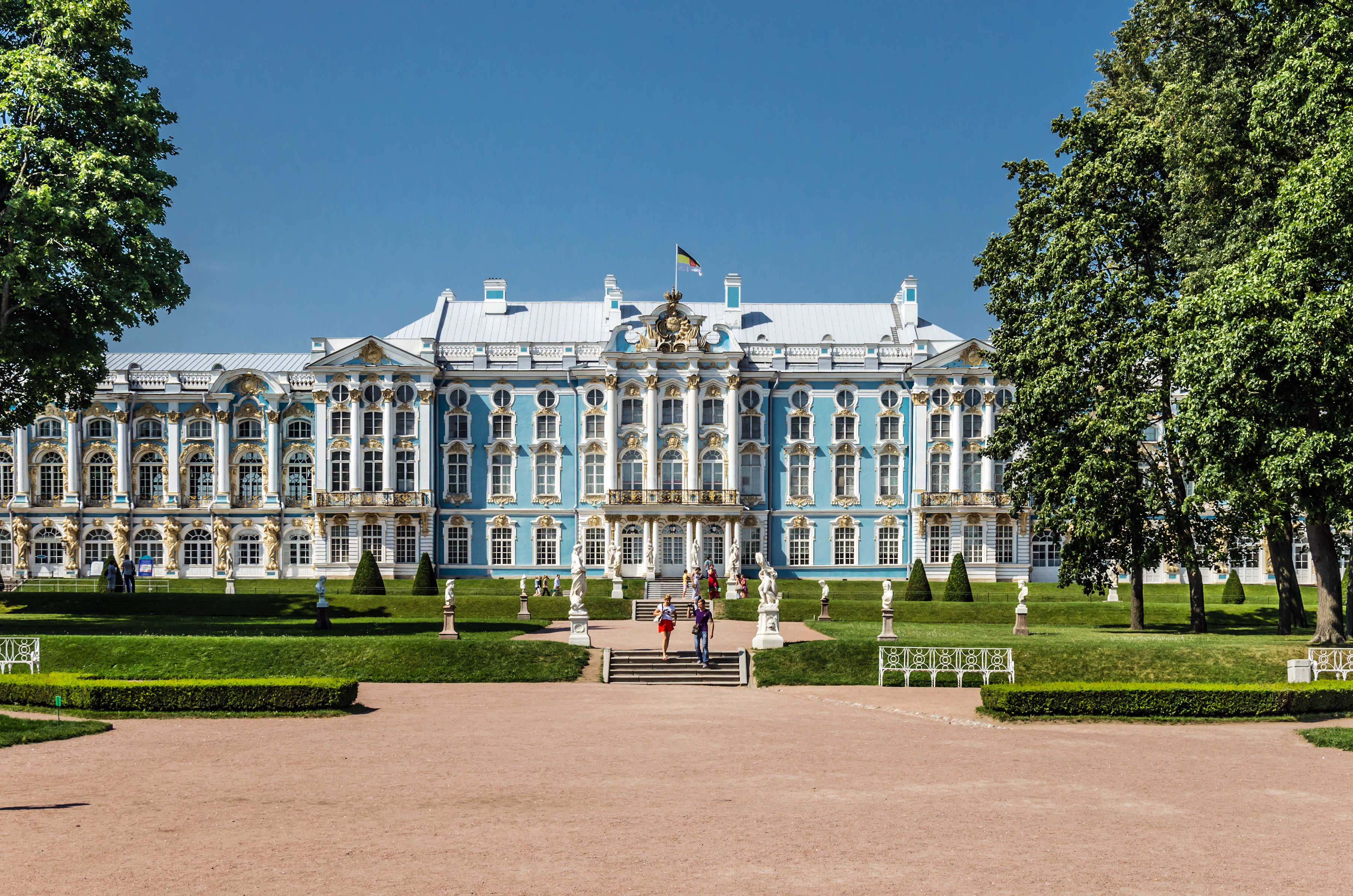
Pałac Katarzyny

Carskie Sioło (ros. Царское Село, Carskoje Sieło) – barokowy kompleks pałacowo-parkowy założony w XVIII wieku, rezydencja carów, ok. 25 km od Petersburga. Obecnie zespół znajduje się na terenie miasta Puszkin.

## Pałac
Pałac, a właściwie zespół pałacowo-parkowy, jest jedną z najznakomitszych rezydencji w stylu rosyjskiego baroku. W efekcie licznych prac, prowadzonych w XVIII i XIX wieku, w Carskim Siole powstał ogromny kompleks, w skład którego, oprócz głównego pałacu Katarzyny (Jekateryninskiego, Wielkiego), wchodzi wiele innych pomniejszych pałaców i budowli, ogrody i parki ze stawami i dodatkowymi budynkami.
Potężny kompleks założony był przez Katarzynę I na nierównych i bagiennych terenach pod Petersburgiem, które otrzymała w 1708 r. od swego przyszłego męża, cara Piotra I. Monarchini nakazała później wybudować na nich mały park na modłę XVIII-wieczną z niewielką oranżerią. W miejscu, gdzie dziś stoi Wielki Pałac, cesarzowa kazała postawić niewielką drewnianą cerkiew pod wezwaniem św. Katarzyny. W 1722 Katarzynie zbudowano niewielki pałacyk, na podstawie projektów Braunsteina. W 1725 roku całą posiadłość nazwano oficjalnie Carskim Siołem.
Dopiero za rządów cesarzowej Elżbiety (panującej w latach 1740-1762) pałac został gruntownie przebudowany według projektu Michaiła Ziemcowa. Powiększył on główny budynek o dwie galerie, łączące go z sąsiadującymi pawilonami. Po śmierci architekta, pracami zajęli się jego uczniowie, jednak największą rolę w rozbudowie rezydencji odegrał Francisco Bartolomeo Rastrelli. Zrezygnował on z pomysłu Ziemcowa, opierającego swój projekt na lekkich galeriach łączących trzy budynki i zamienił je w jedną całość, co dawało efekt monumentalności. Pałac otrzymał trzystumetrową fasadę, której lekkości nadaje nieprzerwany rząd okien oraz liczne elementy wertykalne, kolumny i atlasy. Rastrelli zastosował także grę intensywnych kolorów, błękitu, bieli i matowego złota posągów.
Katarzyna II, która zasiadła na tronie Rosji w roku 1762, postanowiła jeszcze bardziej upiększyć Carskie Sioło. Za jej panowania zapanowała moda na styl klasyczny, zatrudniła więc szkockiego architekta klasycystycznego, Charlesa Camerona. Dobudował on m.in. Galerię Camerona z kolumnadą i brązowymi popiersiami.
Miejsce to również wiąże się z ostatnim carem Mikołajem II, który został w nim umieszczony po aresztowaniu przez Rząd Tymczasowy.
W 1944 r., w czasie odwrotu Niemców, Carskie Sioło uległo zniszczeniu, a pałace Katarzyny i Aleksandra legły w gruzach. W przypadku pałacu Katarzyny winę częściowo ponosiła Armia Czerwona, która nie zdołała rozbroić pozostawionych przez Niemców dwóch ładunków wybuchowych z opóźnionym zapłonem. Jeden z nich wybuchł 3 lutego 1944, a więc tydzień po wycofaniu się Niemców.

### Komnaty

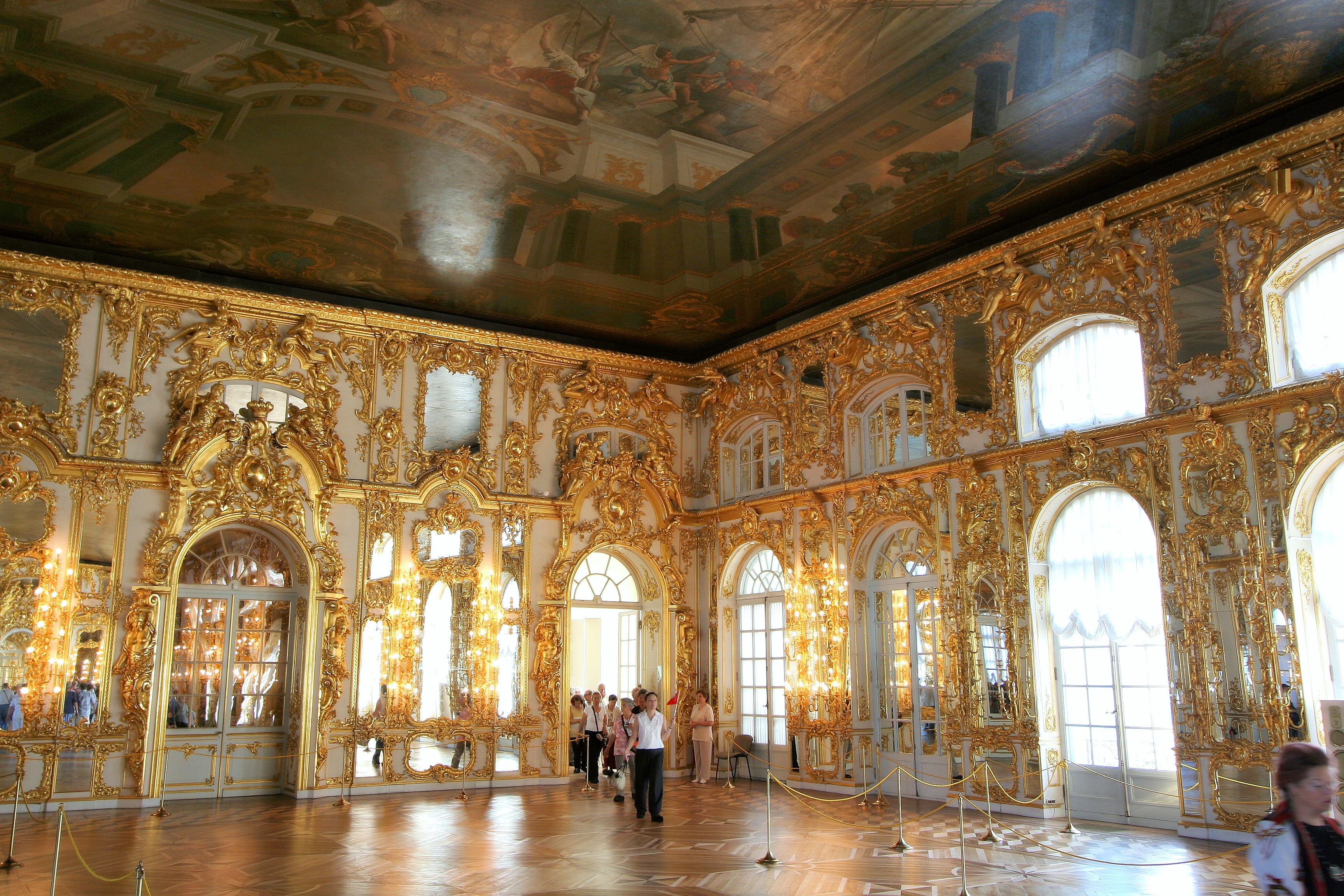
Sala balowa

Sala Balowa o powierzchni około 900 m² powstała w latach 1752-1756 według projektu Rastrellego. Ściany sali pokryte są niemal w całości lustrami i kinkietami (696 lamp), co zwłaszcza w nocy daje efekt nieograniczonej przestrzeni. Plafon w całości pokryty jest freskiem, na którego obrzeżach wymalowana jest kolumnada, nadająca sufitowi lekkości i sprawiająca, że wydaje się być znacznie wyższy. Po niebie nad kolumnadą spacerują alegoryczne postaci i bóstwa. Sala została ozdobiona wyjątkowo rozrzutnie i tam, gdzie nie ma luster i kinkietów, umieszczone są małe złote rzeźby.
Bursztynowa Komnata. W 1701 roku wielbiciel sztuki Fryderyk I Hohenzollern rozkazał skonstruować komnatę, której ściany miały być w całości pokryte bursztynem. Zadania tego podjął się architekt Andreas Schlüter z Gdańska. Sala ta miała zdobić Pałac Charlottenburg, jednak ukończono ją tuż przed śmiercią Fryderyka I. Jego następca Fryderyk Wilhelm I niewiele miał wspólnego ze sztuką. Władca nakazał wysłać komnatę w prezencie carowi Piotrowi I, jako dar dyplomatyczny. Dopiero cesarzowa Elżbieta wykorzystała prezent i umieściła komnatę w Pałacu Zimowym, a następnie przeniesiono ją do Carskiego Sioła, gdzie pozostała do II wojny światowej. W 1941 roku Niemcy wywieźli komnatę, która pod koniec wojny zaginęła. Dziś w pałacu znajduje się rekonstrukcja stworzona na trzechsetną rocznicę założenia Petersburga.  Remont Bursztynowej Komnaty trwał 23 lata i zużyto 6 ton bursztynu.

## Ogrody

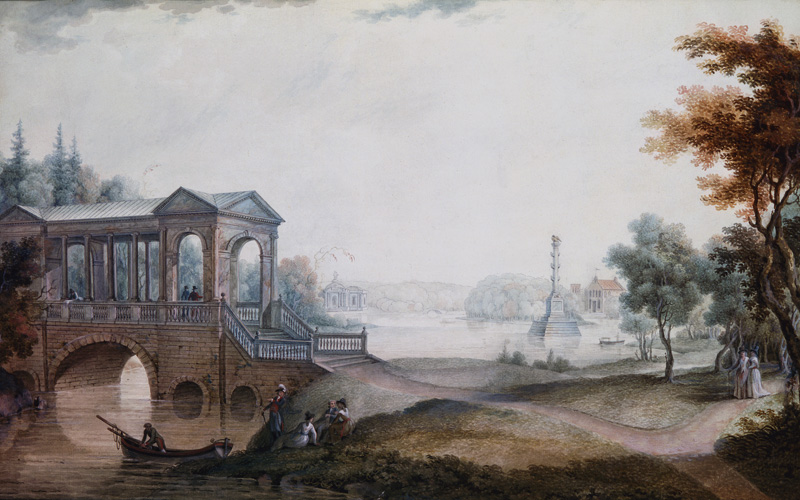
Most Marmurowy, w oddali Kolumna Czesmeńska na XVIII-wiecznej akwareli

Ogrody pałacowe składają się z trzech części. Pierwsza to ogród francuski o formach geometrycznych, założony ok. 1745 roku od strony południowo-wschodniej. Oś kompozycyjna parku znajduje się pomiędzy Pałacem Katarzyny a Ermitażem (pawilonem). Łączy je aleja przystrzyżonych cisów, grabów i bukszpanów. Ermitaż, zamykający ogród francuski, jest miniaturą pałacu. Zaprojektował go Rastrelli na planie krzyża greckiego. Pawilon służył cesarzowej Elżbiecie za kameralną jadalnię.
Część druga ogrodów to 70 hektarowy park krajobrazowy (ogród angielski), założony po 1770 roku przez Katarzynę II. Zdobi go wiele obelisków i łuków triumfalnych, wzniesionych na cześć licznych zwycięstw cesarzowej. John Busch zaprojektował wygląd ogrodu, a oprawą architektoniczną zajął się Cameron, który wzniósł dla Katarzyny „rzymskie ruiny” i wiele innych atrakcji, mających dodawać splendoru całemu kompleksowi pałacowemu. W ogrodzie założono Wielki Staw z Salą na Wyspie oraz Kolumną Czesmeńską, ustawioną na pamiątkę zwycięstwa Rosji nad flotą turecką w 1771 roku. W ogrodzie wzniesiono także łaźnię turecką w formie meczetu oraz Most Marmurowy z różnych marmurów syberyjskich. W jego pobliżu ustawiono rzeźbę Dziewczyna z rozbitym dzbanem Pawła Sokołowa, o której wiersz napisał Puszkin.
Trzeci park rozciąga się w pobliżu klasycystycznego Pałacu Aleksandrowskiego z lat 1792-96 (proj. Giacomo Quarenghi), wzniesionego dla wnuka Katarzyny II, Aleksandra Pawłowicza. Na jego terenie znajduje się lesisty Zwierzyniec – miejsce polowań, chińska wioska i chińskie mosty oraz park pejzażowy.

## Liceum

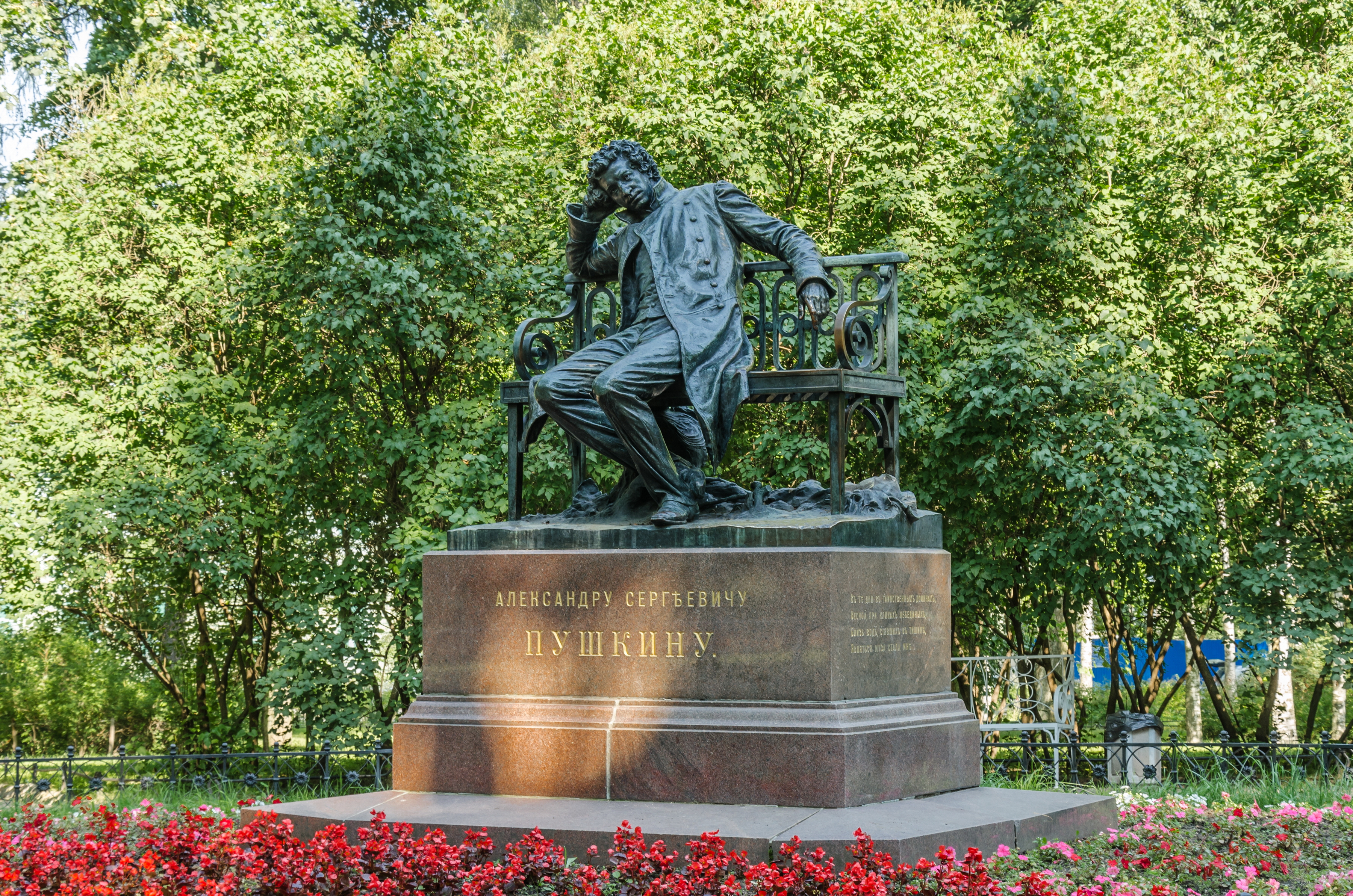
Pomnik Puszkina

Pałac Katarzyny połączony jest z budynkiem Carskosielskiego Liceum, elitarnej szkoły dla uczniów ze szlacheckich rodzin, założonej w 1811 roku. Absolwentami jej byli m.in.: Aleksandr Puszkin, Aleksandr Gorczakow, Nikołaj Danilewski i Michaił Sałtykow-Szczedrin. Nauka o profilu głównie humanistycznym trwała 6 lat i przez ten czas uczniowie nie opuszczali szkoły. W tej formie Liceum przetrwało do 1843, rok później jako Liceum Aleksandryjskie zostało przeniesione do Petersburga, a w 1918 roku zlikwidowane.
Obecnie w budynku liceum mieści się muzeum z odtworzonymi klasami i salami szkolnymi z 1811 roku. W parku przed szkołą stoi pomnik Puszkina, wykonany przez Romana Bacha w 1900 roku.

## Urodzeni
- Anatol Minkowski (1891–1939) – podpułkownik Wojska Polskiego, dyrektor Polskiego Instytutu Rozrachunkowego w latach 1937–1939.
- Alfred Pokultinis – kapitan piechoty Wojska Polskiego, cichociemny.
- Michał Zienkiewicz (1868–1959) – tytularny generał brygady Wojska Polskiego.

## Galeria

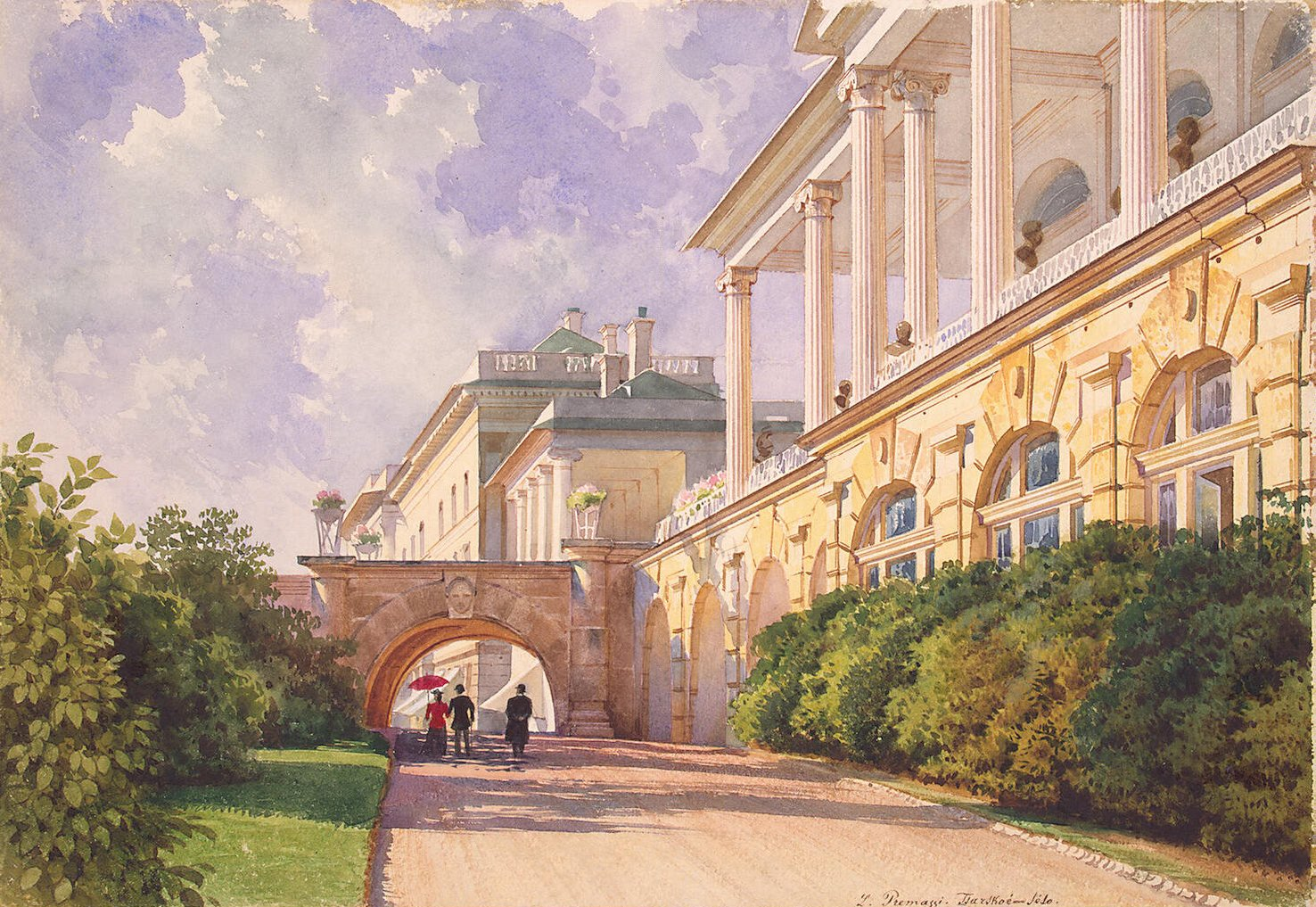
Pałac Katarzyny i Galeria Camerona na akwareli Luigi Premazzi, ok. 1855
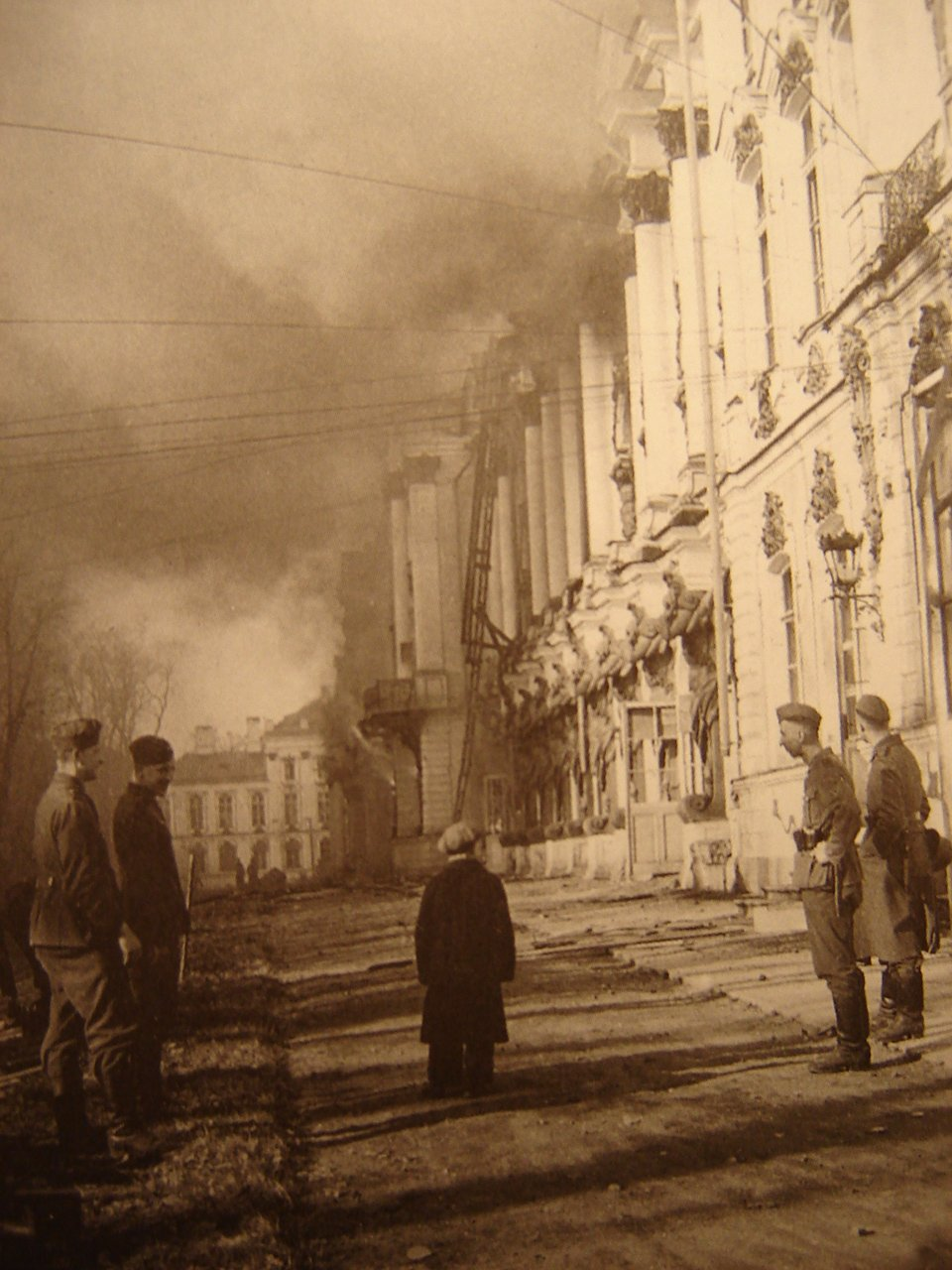
Płonący pałac w 1942
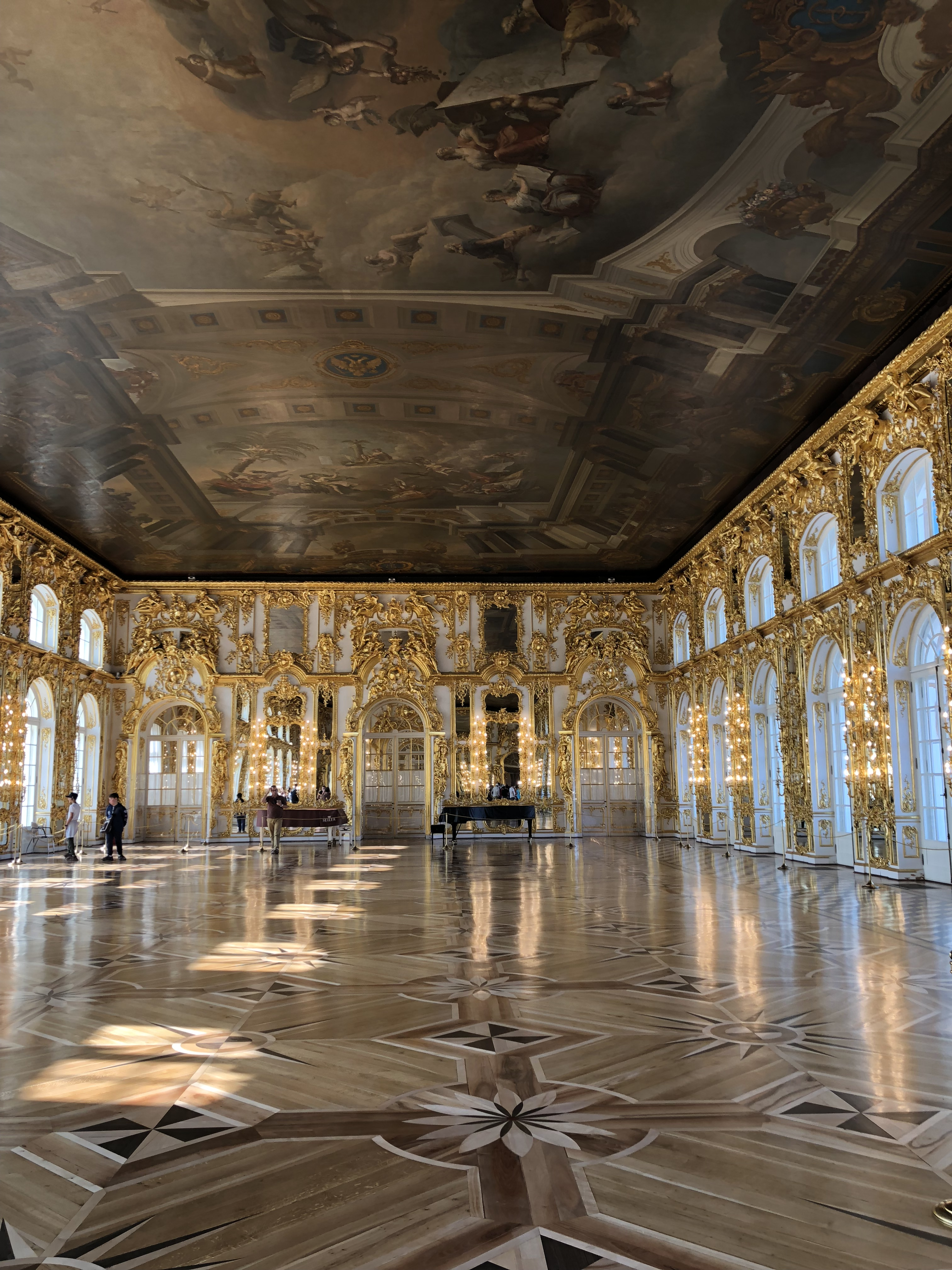
Sala balowa
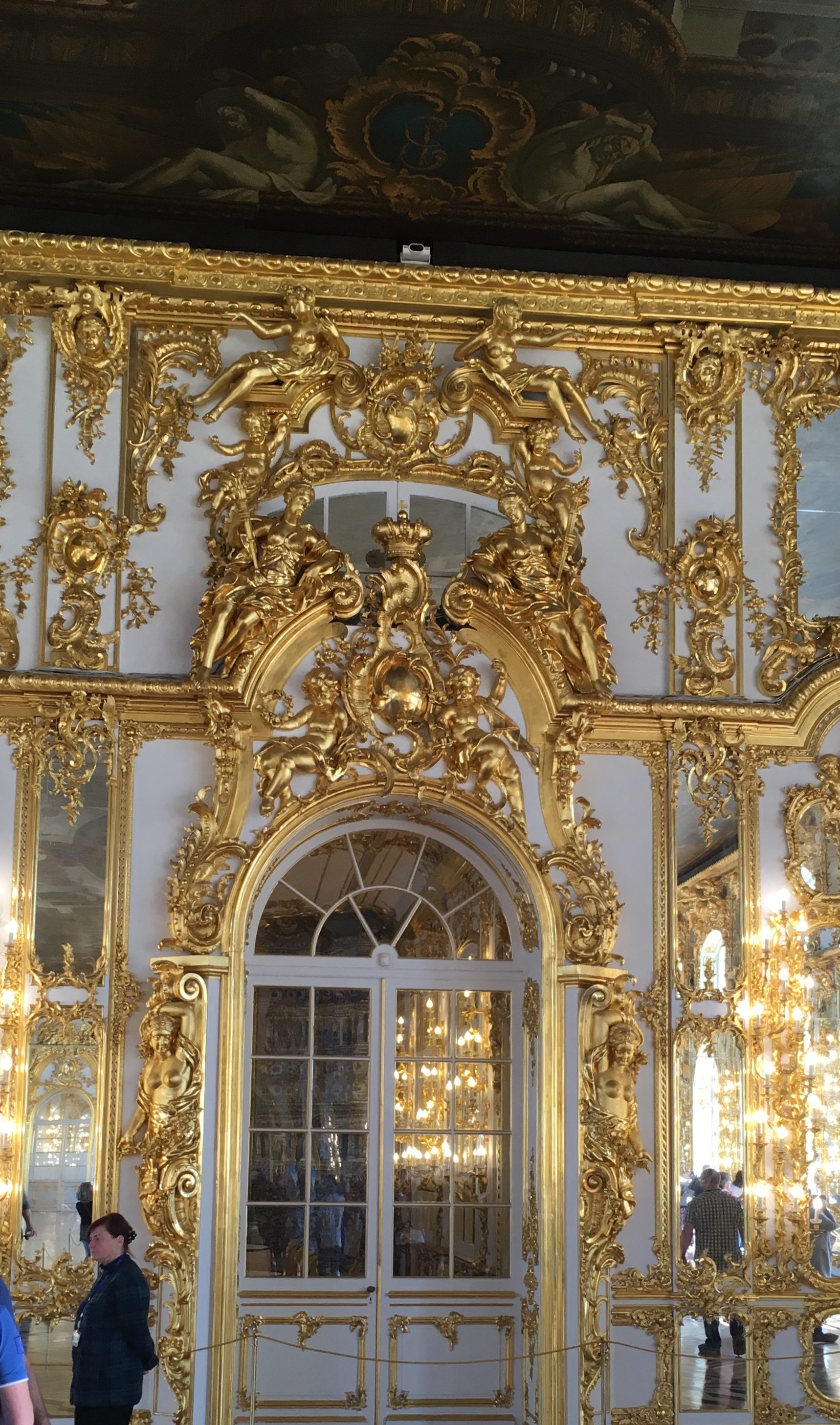
Sala balowa – detal
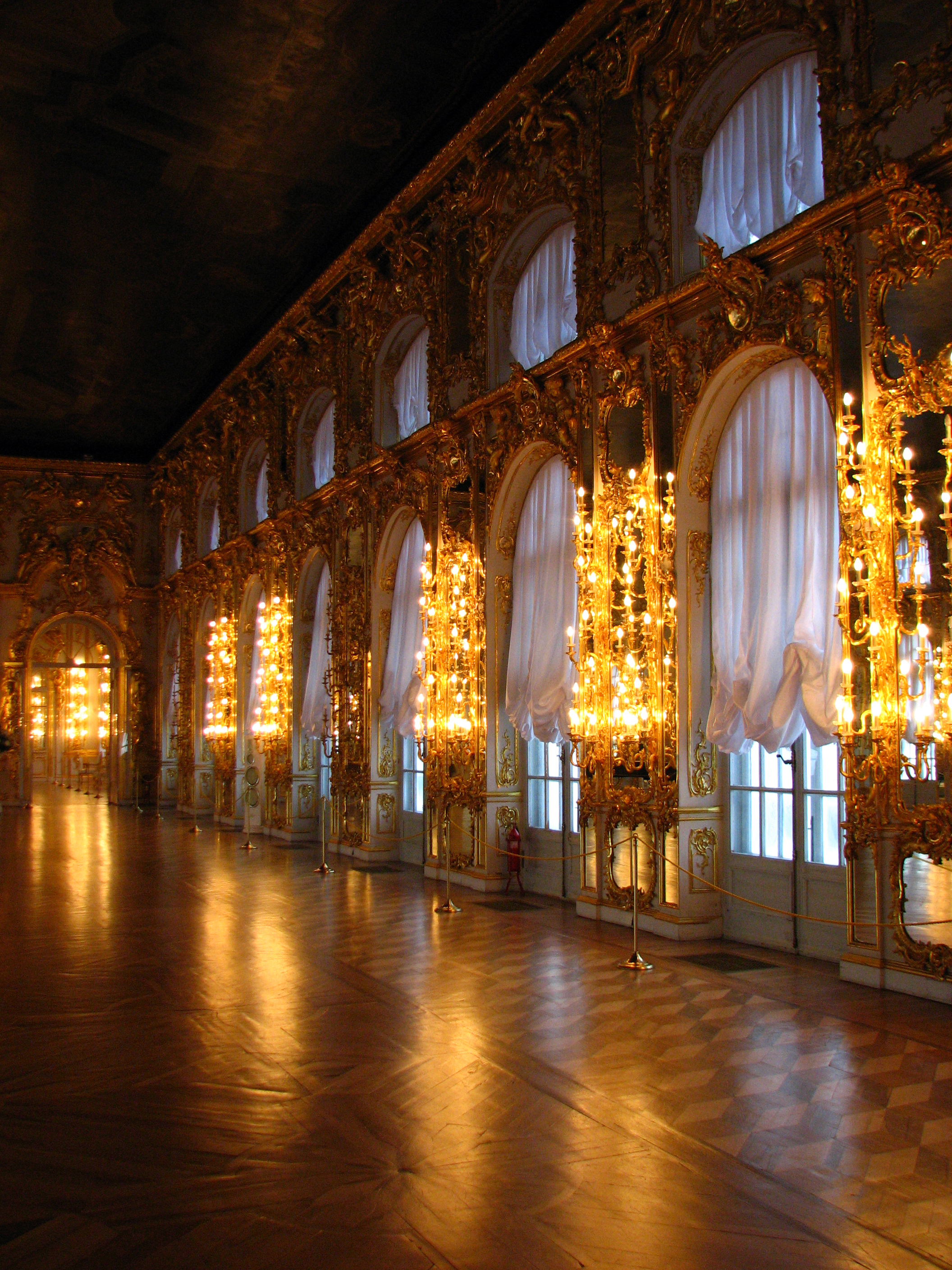
Sala balowa
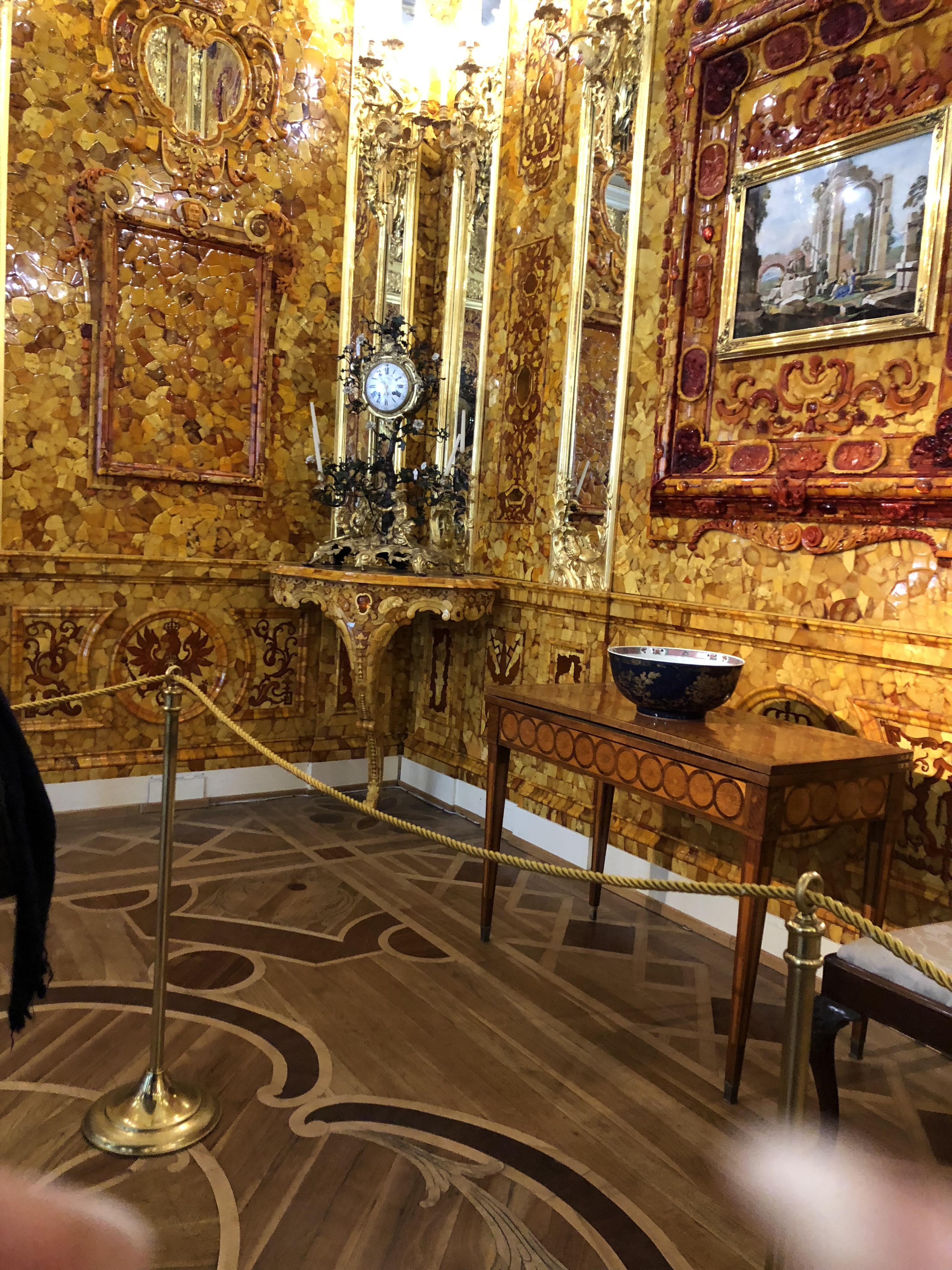
Narożnik Komnaty Bursztynowej – 2018
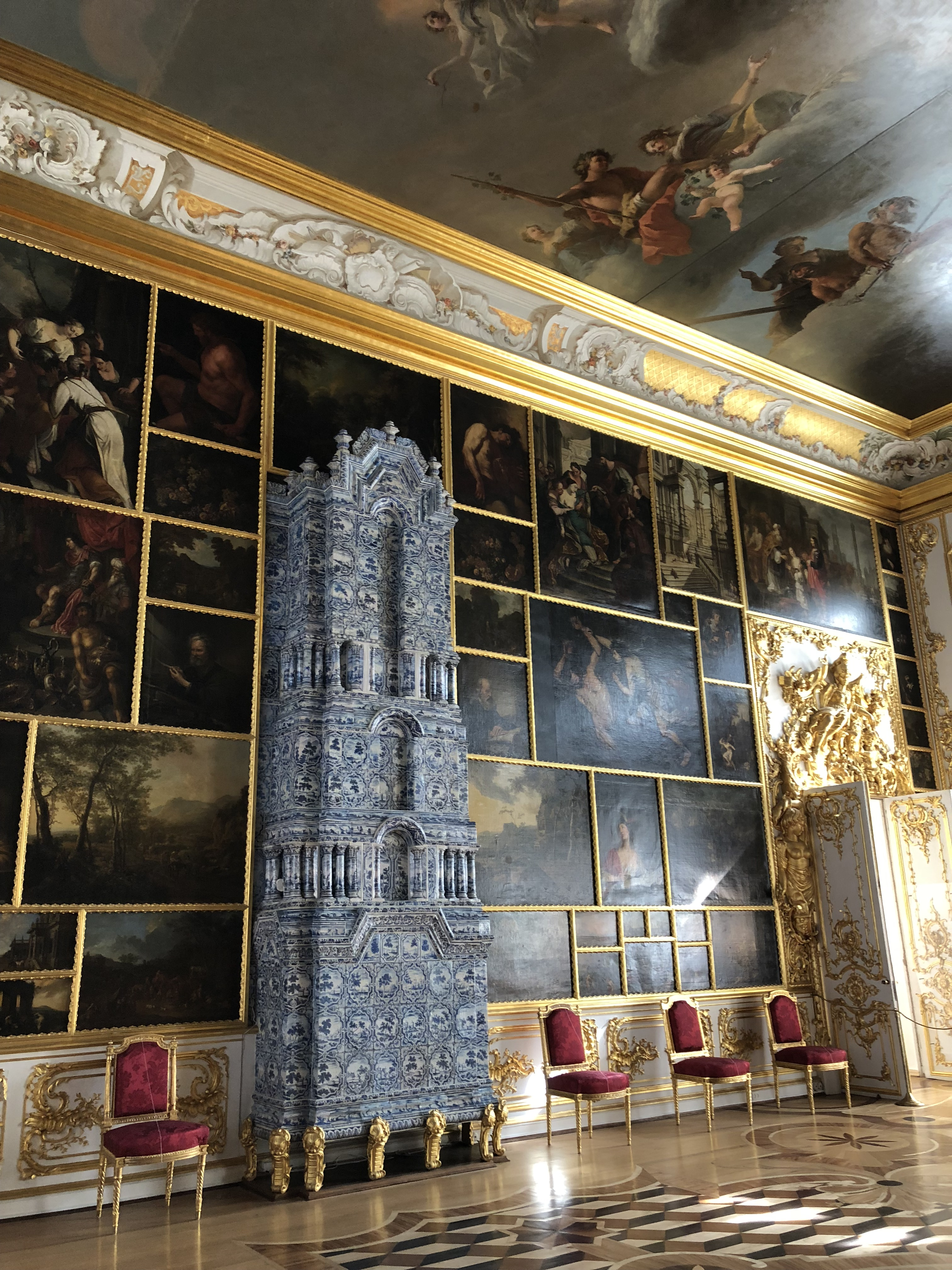
Wnętrze jednej z pałacowych komnat ze ścianą wyłożoną obrazami
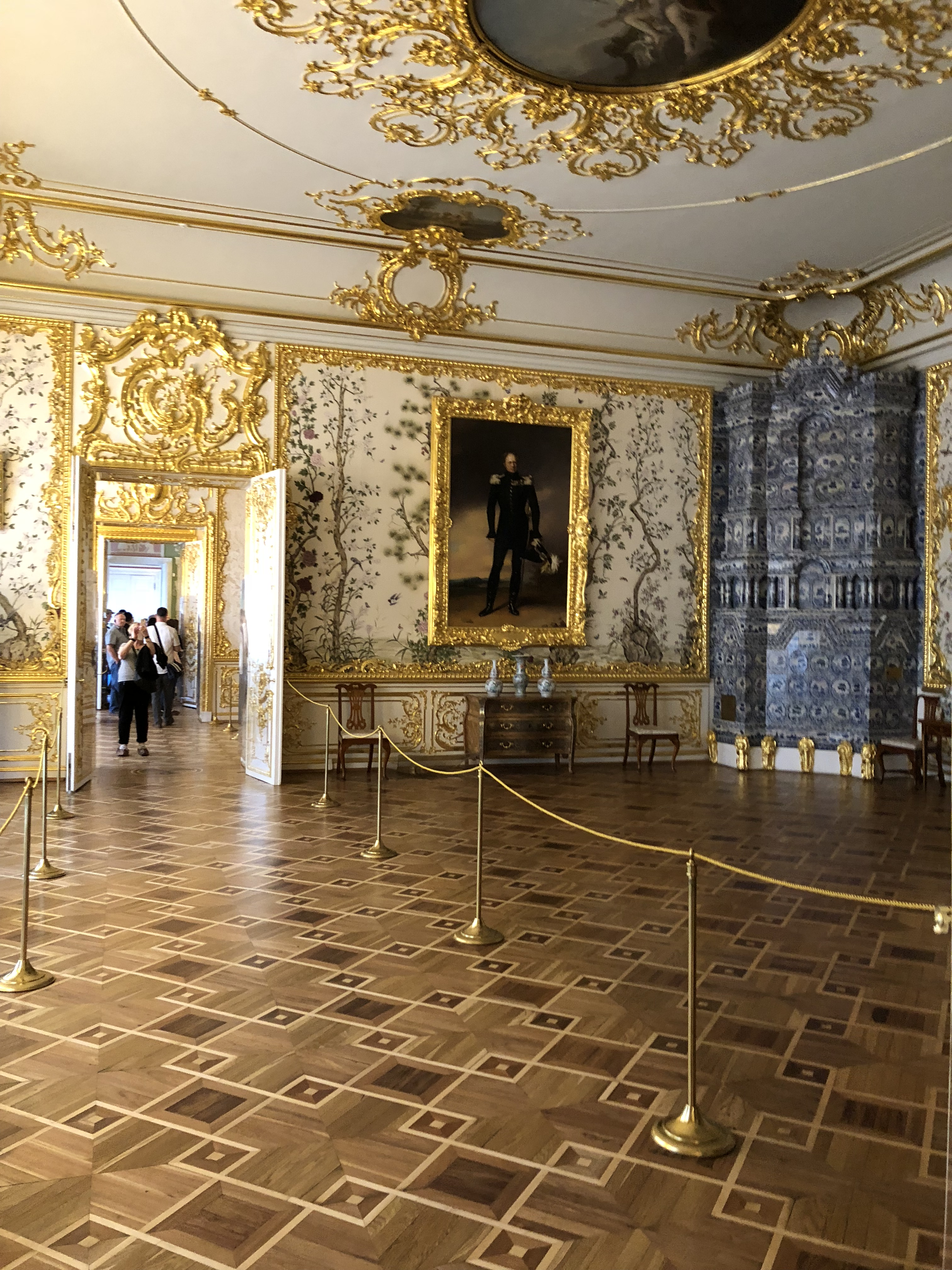
Wnętrze pałacowej komnaty z piecem kaflowym
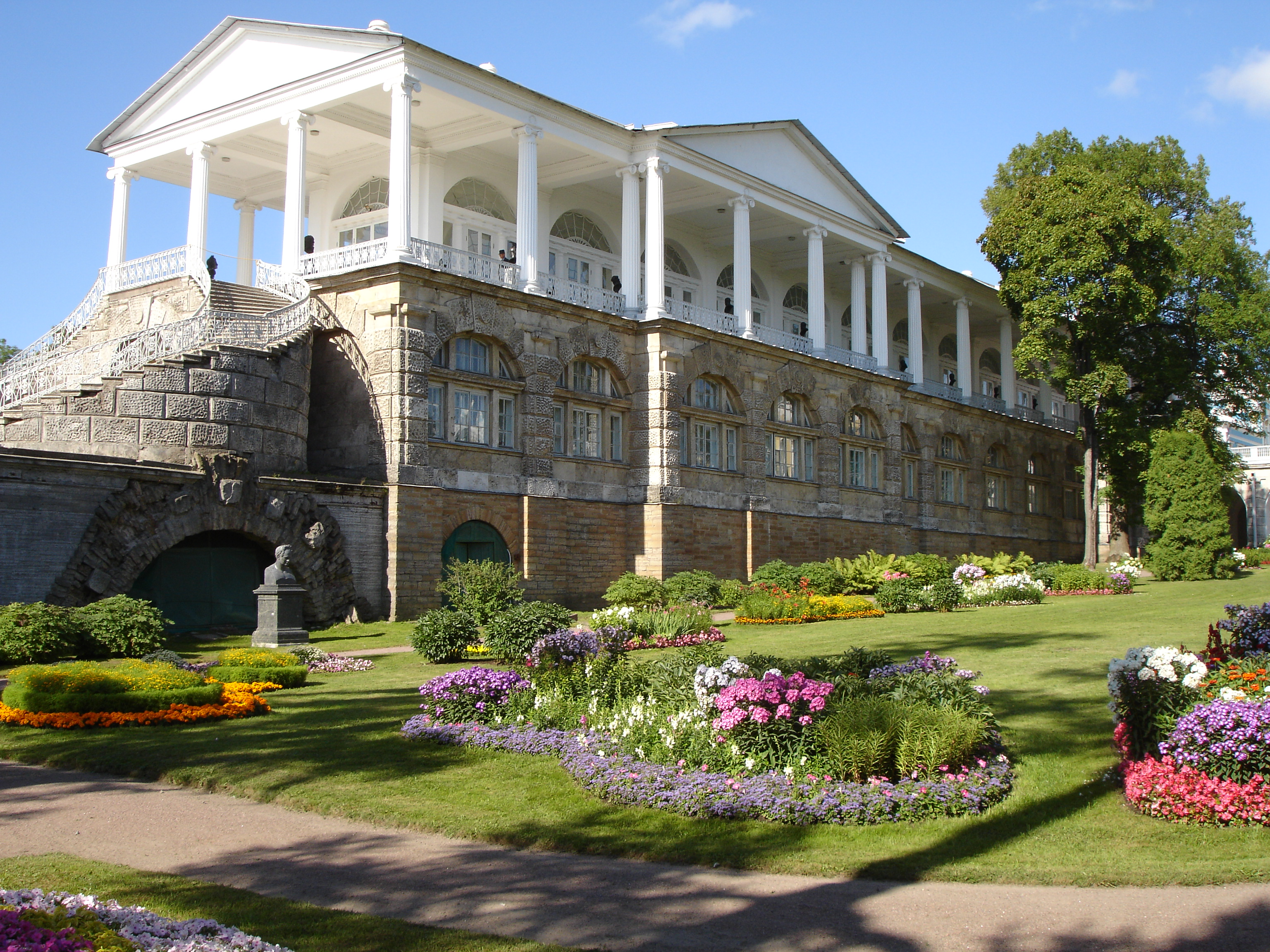
Galeria Camerona z kolumnadą
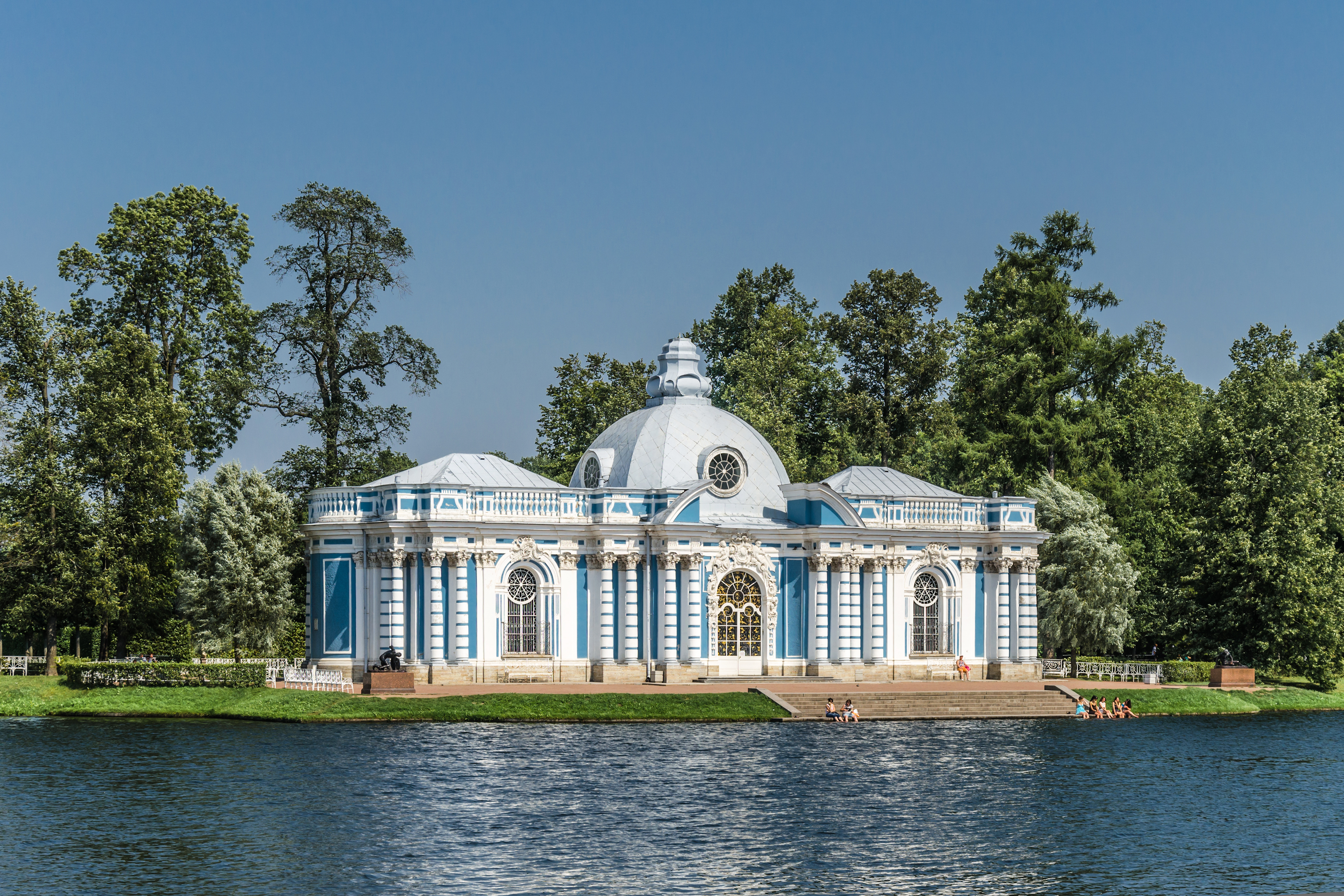
Pawilon w ogrodach